# 布里 (埃纳省)
布里（法語：Brie，法語發音：[bʁi] ⓘ）是法国上法兰西大区埃纳省的一个市镇，位于该省中部偏西北，属于拉昂区。

## 地理
布里（49°36'3"N, 3°28'57"E）面积2.8 平方千米，位于法国上法蘭西大區埃纳省，该省份为法国北部内陆省份，北起北部省，西接索姆省和瓦兹省，东临阿登省和马恩省，西南至塞纳-马恩省，东北部与比利时接壤。
与布里接壤的市镇（或旧市镇、城区）包括：克雷皮、富尔德兰、圣尼古拉欧布瓦。

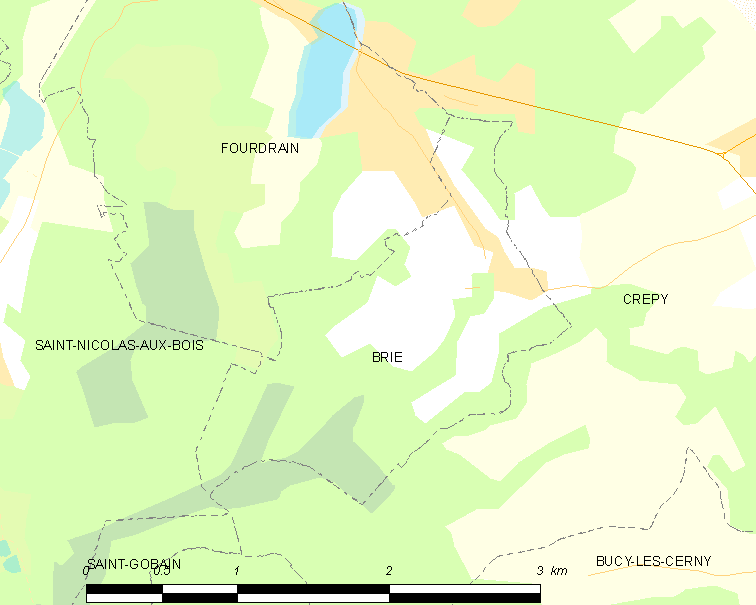
的OSM定位图

布里的时区为UTC+01:00、UTC+02:00（夏令时）。

## 行政
布里的邮政编码为02870，INSEE市镇编码为02122。

## 政治
布里所属的省级选区为泰爾尼耶縣。

## 人口

1962-2008年间人口变化图示

布里于2022年1月1日时的人口数量为54人。